# Zonsmassa
De zonnemassa of zonsmassa (symbool: M☉) is een standaardeenheid, gelijk aan de massa van de Zon, die sterrenkundigen gebruiken om de massa van andere objecten in het heelal uit te drukken, zoals van andere sterren en sterrenstelsels. De massa van de Zon, de ster waar onze eigen planeet de Aarde omheen draait, bedraagt:
{\displaystyle M_{\bigodot }=1{,}98892\ \pm \ 0{,}00025\times 10^{30}{\hbox{ kg}}}
De zonnemassa kan worden berekend aan de hand van de door de Zon uitgeoefende zwaartekracht, wanneer de lengte
van het jaar, de afstand van de Aarde tot de Zon (de astronomische eenheid) (AE) en de gravitatieconstante (G) bekend zijn:
{\displaystyle M_{\bigodot }={\frac {4\pi ^{2}\times (1\,{\rm {AE}})^{3}}{G\times (1\,{\rm {j}})^{2}}}}
Tot vrij recent was echter noch de gravitatieconstante, noch de AE precies bekend. Aangezien de relatieve massa's van andere planeten in het zonnestelsel of van sterren in een dubbelsterstelsel niet van deze slecht bepaalde constanten afhangen, was de zonsmassa een handige eenheid om hun massa's in uit te drukken. Hoewel tegenwoordig de waarde van de astronomische eenheid zeer nauwkeurig bekend is dankzij interplanetaire radarmetingen en de gravitatieconstante ook veel beter is bepaald, blijft de zonsmassa als eenheid veel gebruikt.
De meeste sterren hebben een massa van tussen de 0,08 en 20 zonsmassa's, maar sommige extreem zware sterren kunnen tot wel zo'n 100 zonsmassa's bevatten. Supermassieve zwarte gaten zijn duizenden tot wel enkele miljoenen zonsmassa's, en sterrenstelsels bevatten miljarden keren de massa van de Zon.
Planeten zijn veel lichter dan de Zon. Eén zonsmassa is gelijk aan 6 023 600 maal de massa van Mercurius; 408 524 × Venus; 328 901 × de Aarde; 3 098 710 × Mars; 1047 × Jupiter; 3498 × Saturnus; 22 903 × Uranus; of 19 412 × Neptunus.